# Крайова (аеропорт)
Міжнародний аеропорт «Крайова» (рум. Aeroportul Internaţional Craiova”; (IATA: CRA, ICAO: LRCV)) — міжнародний аеропорт у одному з найбільших міст Румунії - Крайові. Територія аеропорту є штаб-квартирою компанії Avioane Craiova (раніше IRAv Craiova), яка збудувала такі румунські літаки, як IAR-93 і IAR-99.

## Історія
Новий термінал відкрито в аеропорту Крайови у грудні 2010 року.  Ремонт злітно-посадкової смуги відбувся влітку 2015 року. З липня 2014 року аеропорт Крайова є базою для Wizz Air, який обслуговує 7 напрямків у 4 країнах. У березні 2018 року Ryanair оголосила, що припиняє всі послуги в Крайові до жовтня 2018 року,  які складаються з єдиного маршруту до Валенсії.

## Авіалінії та напрямки
| Авіакомпанія | Пункт призначення                                                                      |
| ------------ | -------------------------------------------------------------------------------------- |
| Animawings   | Анталья                                                                                |
| Blue Air     | Сезонний чартер: Анталья                                                               |
| Wizz Air     | Барселона, Бергамо, Бірмінгем, Болонья, Кельн/Бонн, Лондон-Лутон, Мадрид, Рим-Чіампіно |

## Транспорт
Аеропорт спрлучений з містом автобусним маршрутом 9 (Metro-Central Market-Craiovița Nouă) компанії громадського транспорту RAT Крайова. Перед аеропортом є станція з цілодобовим обслуговуванням. 

## Статистика
Див. джерело запитів Вікіданих та джерела.
| Рік  | Пасажирообіг | Зміна  | Авіатрафік | Зміна |
| ---- | ------------ | ------ | ---------- | ----- |
| 2007 | 5,133        | -      | -          | -     |
| 2008 | 12,988       | 153%   | -          | -     |
| 2009 | 15,130       | 16,4%  | -          | -     |
| 2010 | 23,629       | 56,1%  | -          | -     |
| 2011 | 32,006       | 35,4%  | -          | -     |
| 2012 | 29,626       | 7,4%   | 3,394      | -     |
| 2013 | 40,291       | 35,9%  | 2,246      | 33,9% |
| 2014 | 138,886      | 244,7% | 3,506      | 56,1% |
| 2015 | 116,947      | 15,8%  | 2,999      | 14,5% |
| 2016 | 222,320      | 90,1%  | 4,018      | 33,9% |
| 2017 | 447,227      | 101,1% | 5,960      | 48,3% |
| 2018 | 493,056      | 10,2%  | 6,793      | 14%   |
| 2019 | 514,544      | 4,3%   |            |       |

| Позиція | Аеропорт     | Пасажирообіг |
| ------- | ------------ | ------------ |
| 1       | Лондон-Лутон | 142,678      |
| 2       | Бергамо      | 84,970       |
| 3       | Рим-Чіампіно | 43,856       |
| 4       | Мадрид       | 40,183       |
| 5       | Болонья      | 35,368       |